# Peter Jackson (wioślarz)
Peter Herbert Jackson (ur. 15 listopada 1912 w Market Harborough, zm. 5 lutego 1983 w Cirencester) – brytyjski wioślarz i oficer, srebrny medalista olimpijski.
Wystartował na igrzyskach olimpijskich w Berlinie w 1936 roku, gdzie Brytyjczycy w składzie: Martin Bristow, Alan Barrett, Peter Jackson i Jan Sturrock zdobyli srebrny medal w czwórkach bez sternika. W finale uplasowali się o 4,6 sekundy za osadą III Rzeszy i o 4,1 sekundy przed osadą Szwajcarii. Był to jego jedyny start olimpijski.
Ponadto na igrzyskach Imperium Brytyjskiego w Sydney w 1938 roku zdobył złoto w ósemkach i srebro w jedynkach.
W trakcie II wojny światowej służył w 10. Pułku Huzarów Królewskich w stopniu podpułkownika. 